# Біленко Зіновій Якович
Зіновій Якович Біле́нко (нар. 21 грудня 1909, Ромен — пом. 26 червня 1979, Київ — український радянський письменник, перекладач; член Спілки письменників України з 1958 року.

## Біографія
Народився 8 [21] грудня 1909 в місті Ромен Полтавської губернії Російської імперії (тепер місто Ромни, Сумська область, Україна). Після закінчення Роменської школи № 4 навчався в Харківському інституті народної освіти. В 1933 році закінчив інститут і розпочав учительську діяльність. Працював у редакціях журналу «Червоні квіти» і газети «На зміну». Впродовж 1934–1938 років працював журналістом в редакції газети «Ленінська зміна».
Брав учать у німецько-радянській війні з 13 червня 1943 року. Нагороджений медалями «За визволення Праги», «За взяття Берліна», «За перемогу над Німеччиною» (9 травня 1945), «За бойові заслуги» (26 травня 1945). З 18 вересня 1945 року в запасі..
Член ВКП(б) з 1946 року. Впродовж 1946–1955 років працював у редакціях журналів «Дніпро» і «Радянська школа». Від 1956 року — перебував на творчій роботі. Помер в Києві 26 червня 1979 року.

## Творчість
Вперше надрукувався в районній газеті в 1925 році. Автор книг:
- «Бойові завдання» (1929, у співавторстві; збірка п'єс для дітей);
- «Велике місто» (1931);
- «Іде товариш урожай» (1931);
- «Про книжку» (1931);
- «Бої за жовтень» (1932);
- збірка «Ми молоді весняні квіти» (1971; 1974).

Був упорядником книг «Бригадою веселою рушай в колгосп» (1933), збірок «Шкільна естрада» (1947), «Юні ленінці» (1962) та інших в дусі офіційної ідеології.
За його редакції вийшла документальну повість про перше покоління комсомольців «Особливий комуністичний: Спогади героя громадянської війни П. К. Хижняка» (1960).
Перекладав твори білоруських, грузинських, німецьких, єврейських та інших авторів, найбільше російських письменників, зокрема Михайла Салтикова-Щедріна, Гліба Успенського, Володимира Маяковського, Агнії Барто, Данила Граніна, Всеволода Кочетова, Самуїла Маршака, Сергія Михалкова.
Автор статей з питань художнього перекладу.